# 黄思铭公世祠
黄思铭公世祠，位于中国广东省深圳市深圳市福田区下沙社区，为深圳市的一个市、县级文物保护单位，类型为古建筑，公布时间为1998年7月15日。
黄思铭公世祠的历史年代为清代。